# Alain Cugno
Alain Cugno, né le 23 janvier 1942 à Paris, est un philosophe français.

## Biographie
Ancien élève de l'ENS de Saint-Cloud, agrégé de philosophie et docteur d'État, il a enseigné la philosophie au lycée militaire de Saint-Cyr l’École (1969-1976), au lycée international de Saint-Germain-en-Laye (1976-1982), en khâgne au lycée Pasteur de Besançon (1982-1986) et au lycée Lakanal à Sceaux (1986-2007). Depuis 2011 il est enseignant associé à la faculté de philosophie des facultés jésuites de Paris (Centre Sèvres).
Il est l'auteur, notamment de L'Existence du mal et de La Blessure amoureuse, qui contient en particulier une relecture de la conception kierkegaardienne du désespoir. Sa pensée est centrée sur les idées de geste et de mouvement, plutôt qu'organisée en système. En ce sens, on peut la rapprocher de l'entreprise phénoménologique, même si l'étendue de ses références est beaucoup plus vaste. Fort d'une solide culture catholique, Alain Cugno a participé au comité de rédaction de la revue Projet à laquelle il contribue régulièrement et, épisodiquement, à la revue Études (c'est ainsi qu'il écrit un essai sur L'indifférence en 2004). Il a aussi un engagement intellectuel autour des problématiques de la justice et des prisons. Il a été ainsi vice-président de la Fédération des associations réflexion action prison et justice.
Entomologiste spécialiste des odonates, Alain Cugno a tenu une chronique intitulée La libellule et le philosophe pour le magazine mensuel Terre sauvage.

## Pensée
Les écrits et les enseignements d’Alain Cugno sont orientés par quatre intuitions fondamentales. 
1) La singularité du moi est la réalité ultime et, à vrai dire, la seule réalité plénière, le seul fait qui soit en même temps l’ouverture au sens, à l’espace symbolique. Le réel est ontologiquement consistant, mais il est opaque et inaccessible ; l’univers du sens est accessible et intelligible, mais il n’entraine pas par lui-même l’existence. Seul le moi offre du même mouvement l’identité de ces deux aspects, un sens dont la réalité s’atteste dans l’autoaffection : le moi s’éprouve comme moi. L’exploration de cette dimension de la subjectivité l’a conduit à étudier l’œuvre de Michel Henry et, plus encore, celle de Søren Kierkegaard. 
2) Le désir, compris à partir de la formule d’Emmanuel Levinas « le Désiré creuse et ne comble pas » est l’instance anthropologique majeure. C’est par lui que la subjectivité s’ouvre à plus qu’elle-même à l’intérieur d’elle-même et que pourtant elle peut s’articuler au corps de l’autre. D’où l’intérêt d’A.C. pour l’œuvre de Jean de la Croix, et la prise au sérieux de la vie affective en particulier de la passion amoureuse. 
3) La foi, c’est-à-dire la confiance inconditionnelle dans la surabondance inépuisable de la vie en réponse à l’exigence du désir, est la condition pour que le monde se dévoile en horizon du surgissement toujours renouvelé de la nouveauté et de l’imprévu. C’est dans le christianisme qu’Alain Cugno a trouvé la forme la plus élaborée et la plus riche de cet aspect. Mais c’est aussi ce qui lui a donné accès à l’éthique, la foi étant un mode de vie — tout autant qu’au politique, qui est la manière dont une génération reconduit en les renouvelant de fond en comble les œuvres de tous ordres (monuments, institutions, récits etc.) laissées par la foi des générations précédentes. La notion d’intelligence collective est alors la notion clef de l’action politique. 
4) L’esthétique, ce qui se joue dans l’art, vient recueillir de façon insurpassable l’intégralité de tout cela, sur son mode propre, qui ne peut se substituer ni à la vie effective des singularités, ni à l’action politique, mais qui en porte au jour le contenu. C’est pourquoi Alain Cugno tient la phrase de Marcel Proust « La vraie vie, la vie enfin découverte et éclaircie, la seule vie par conséquent pleinement vécue, c’est la littérature » pour l’une des plus intelligentes jamais écrites.

## Ouvrages
- Saint Jean de la Croix, Fayard, 1979
- L'air, Seuil, 1999
- Au cœur de la raison : raison et foi, Seuil, 1999
- L'existence du mal, Seuil, 2002
- Les Mots de la Bible, avec Martine Laffon, Bayard Jeunesse, 2003
- La blessure amoureuse : essai sur la liberté affective, Seuil, 2004
- De l'angoisse à la liberté. Apologie de l'indifférence, Salvator, 2009
- La libellule et le philosophe, ill. Christelle Enault, L'iconoclaste, 2011 ; rééd. poche, Albin Michel, coll. Espaces libres, 2014
- Comment faut-il s’y prendre pour vivre ? L’Iconoclaste, 2014
- Le Pari de l’espérance, avec Geneviève Comeau, Lessius, 2016
- Libellules, Klincksieck, 2016
- Ma vie de libellule, avec Daniel Magnin, Salamandre, 2017
- Art, foi, politique : un même acte, avec Jérôme Alexandre, Hermann, 2017
- Vivre en philosophe, Bayard, 2018
- La Séduction du diable, Mame, 2019
- Jean de La Croix, ou le désir absolu, Albin Michel, 2020
- Relire la crise de la COVID-19 : politique et intelligence collective, édition des facultés jésuites de Paris, « Médiasèvres n° 201 » 2020